# Lagrâce-Dieu
Lagrâce-Dieu is een gemeente in het Franse departement Haute-Garonne (regio Occitanie) en telt 326 inwoners (2004). De plaats maakt deel uit van het arrondissement Muret.

## Geografie
De oppervlakte van Lagrâce-Dieu bedraagt 8,5 km², de bevolkingsdichtheid is 38,4 inwoners per km².
De onderstaande kaart toont de ligging van Lagrâce-Dieu met de belangrijkste infrastructuur en aangrenzende gemeenten.

## Demografie
Onderstaande figuur toont het verloop van het inwonertal (bron: INSEE-tellingen).